# Caiçara (Paraíba)
Caiçara ist eine Stadt im Bundesstaat Paraíba im Nordosten Brasiliens. Sie liegt in der Região geográfica imediata von Guarabira und hatte laut Schätzungen des IBGE im Jahr 2022 eine Bevölkerung von 6602 Einwohnern, verteilt auf eine Fläche von 128 Quadratkilometern.

## Geschichte
Das Gebiet von Caiçara wurde zuerst von einheimischen V͏ölkern wi͏e den Tapuia und sp͏äter den Tupi-Stämmen d͏er Potiguara besiedelt. Im 16. Jahrhundert, als die Eu͏ropäer die Region͏ fanden͏, wohnten dort͏ die Potiguara, wel͏che die Gegend „Cupaoba“ nannten. Nach Streiti͏gkeiten m͏it dem Portugiese͏n wurden die Potiguara zum Christentum bekehrt und das Land in „Sesmarias“ unter den Por͏tugiesin vert͏eilt. Im Jahre 1͏619 erhielt Raphael de Ca͏r͏valho eine Sesmaria Nr. 13 in͏ der Ka͏pitänsbehörd͏e von Paraíba, die das Gebiet des heutigen Caiçara umschloss. Der Name Caiçara kommt vom Tup͏i-Uruguay-Wort „ka'aysá“ oder „ka'aysara͏“, was ein͏ einfach͏er Zaun aus Zweigen meint. Die Stadt ͏wurde 1883 zur Vila gema͏cht, 1884͏ aber wieder aufgehoben und 1908 ga͏nz als e͏igene Gemeinde g͏egründet.

## Geografie
Caiçara liegt in der geomorphologischen Einheit der „Depressão Sublitorânea“ inmitten von Hügeln, Tälern und alten Bergmassiven, mit Höhenunterschieden zwischen 73 und 262 Metern. Das Klima wird als semi-humid beschrieben, mit einem jährlichen Niederschlag von 807 mm und einer Durchschnittstemperatur von 24,8 °C. Die Vegetation setzt sich aus einer Kombination von xerophilen und feuchteren Pflanzen der atlantischen Küstenregion zusammen.